# Violadores del Verso
I Violadores del Verso (anche noti come Doble V) sono un gruppo musicale hip hop spagnolo originario di Saragozza e attivo dal 1998.
Nel 2007 hanno ottenuto l'MTV Europe Music Award al miglior artista spagnolo.

## Formazione
- Kase-O (Javier Ibarra) - MC
- Lírico (David Gilaberte) - MC
- Sho Hai (Sergio Rodríguez) - MC
- R de Rumba (Rubén Cuevas) - DJ e produttore

## Discografia
- 1998 - Violadores del verso (EP)
- 1999 - Genios
- 2001 - Atrás
- 2001 - Violadores del verso + Kase.O mierda (EP)
- 2001 - Vicios y virtudes
- 2006 - Vivir para contarlo
- 2007 - Gira 06/07 - Presente